# Hadrodontes brachycauda
Hadrodontes brachycauda är en fjärilsart som beskrevs av Le Cerf 1923. Hadrodontes brachycauda ingår i släktet Hadrodontes och familjen praktfjärilar. Inga underarter finns listade i Catalogue of Life.